# Вулиця Муси Джаліля (Київ)
Ву́лиця Муси́ Джалі́ля — вулиця в Подільському районі міста Києва, місцевість Селище Шевченка. Пролягає від Канівської вулиці до проспекту Свободи.
Прилучаються Гамаліївська вулиця та Межовий провулок.

## Історія
Вулиця виникла у 50-ті роки XX століття під назвою Нова. Сучасна назва на честь татарського поета Муси Джаліля — з 1957 року.